# Mets Ishkhanasar
Pour l’article homonyme, voir Ishkhanasar.
Le Mets ou Medz Ishkhanasar ou Ichkhanasar, en arménien Մեծ Իշխանասար, littéralement « le Grand Ishkhanasar », parfois plus simplement l'Ishkhanasar, en azéri Işıklı, est une montagne du Caucase s'élevant sur le plateau du Karabagh à 3 552 mètres d'altitude. Il est situé à cheval sur la frontière entre l'Arménie et l'Azerbaïdjan, respectivement dans le marz de Syunik et dans le raïon de Latchin. Le lac Sev se trouve dans le cratère de ce volcan éteint.
Le site pétroglyphique d'Ughtasar est situé à proximité.